# Sordevolo
Sordevolo là một đô thị ở tỉnh Biella vùng Piedmont của nước Ý, có vị trí cách khoảng 60 km về phía đông bắc của of Torino và khoảng 7 km về phía tây của of Biella. Tại thời điểm ngày 31 tháng 12 năm 2004, đô thị này có dân số 1.346 người và diện tích là 13,8 km².
Sordevolo giáp các đô thị: Biella, Graglia, Muzzano, Occhieppo Superiore, Pollone.